# Piotr Strzeżysz
Piotr Strzeżysz (ur. 1973 w Garwolinie) – polski podróżnik, pisarz i fotograf, laureat Nagrody Kolosa w kategorii Podróże (2014) i Nagrody Bursztynowego Motyla im. Arkadego Fiedlera (2015). 
Piotr Strzeżysz jest głównym bohaterem filmu Bartosza Liska Nie dojechać nigdy (2017).

## Publikacje książkowe
- Campa w sakwach (2011), ISBN 978-83-246-3693-8
- Makaron w sakwach (2012), ISBN 978-83-246-6386-6
- Powidoki (2014), ISBN 978-83-283-0071-2 (Nagroda Bursztynowego Motyla, Nagroda Magellana[4])
- Sen powrotu (2016), ISBN 978-83-283-1944-8
- Zaistnienia (2020), ISBN 978-83-283-6456-1 (Nagroda Magellana[5])
- Niespełnienia (2023), ISBN 978-83-8322-416-9